# Стригалёв, Василий Иванович
Василий Иванович Стригалёв (1735 — 21 апреля 1812) — костромской купец первой гильдии и городской голова. Отец преподобной схимонахини и настоятельницы Арзамасского Алексеевского монастыря Олимпиады (Ольги Стригалёвой).

## Биография
Сын купца первой гильдии и костромского бургомистра в 1753—1759 Стригалева Ивана Тимофеевича (1711—1789).
Владел полотняной мануфактурой, которую основал в 1761 году и каменным домом. И то, и другое располагалось на Верхне-Набережной улице в Костроме. Был депутатом купечества Костромы в Комиссию для составления Нового Уложения (1767). Городским головой был дважды в 1788—1790 и затем в 1803—1805.
Находясь в этой должности, Стригалёв в 1789 году утвердил решение городской думы о проведении ежегодной двухнедельной ярмарки, которую стали «Девятой». На собственные средства он построил трапезную и колокольню Спасо-Запрудненской церкви (1806) и отлил колокол весом в 150 пудов для Архангельской церкви (1811). При нём были построены Пряничные ряды (1804). После того, как дочь Ольга, у которой была болезнь ног, не смотря на все усилия предотвратить это, связала свою жизнь с монашеством, Василий Иванович вместе с женой неоднократно посещал её в обители и существенно помогал монастырю.
Похоронен был на Спасо-Запрудненском кладбище.

## Семья
Состоял в браке с Прасковьей Ивановной (1735-между 1811 и 1816). Имел дочерей Ольгу (1756—между 1811 и 1816, по другим данным 1771—1828, Киев), вышедшую замуж за костромского купца первой гильдии Петра Ивановича Дурыгина, а затем ставшую схимонахиней и преподобной, настоятельницей Арзамасской Алексеевской общины и скончавшуюся во время паломничества в Киевскую лавру, Прасковью (1767-?) и Феклу (1770-19.11.1832), которая, в свою очередь, вышла замуж за Дмитрия Дмитриевича Солодовникова.